# تومي أوسوليفان
تومي أوسوليفان (بالإنجليزية: Tommy O'Sullivan)‏ (18 يناير 1995 في المملكة المتحدة - ) هو لاعب كرة قدم بريطاني في مركز الوسط. شارك مع منتخب ويلز تحت 17 سنة لكرة القدم ومنتخب ويلز تحت 19 سنة لكرة القدم ومنتخب ويلز تحت 21 سنة لكرة القدم. أما مع النوادي، فقد لعب مع بورت فايل وكارديف سيتي ونيوبورت كونتي.

## وصلات خارجية
- تومي أوسوليفان على موقع الاتحاد الأوربي (الإنجليزية)
- تومي أوسوليفان على موقع قاعدة بيانات كرة القدم.إي يو (الإنجليزية)
- تومي أوسوليفان على موقع Soccerbase.com (لاعب) (الإنجليزية)
- تومي أوسوليفان على موقع Soccerway.com (الإنجليزية)
- تومي أوسوليفان على موقع عالم كرة القدم.نت (الإنجليزية)